# Achaearanea dromedariformis
Achaearanea dromedariformis är en spindelart som först beskrevs av Roewer 1942.  Achaearanea dromedariformis ingår i släktet Achaearanea och familjen klotspindlar. Inga underarter finns listade i Catalogue of Life.